# Under korsets fana fylkar sig Guds här
Under korsets fana fylkar sig Guds här är en sång med text av John Appelberg och musik av James McGranahan. Samma melodi används även till sången Ett banér, ett härligt, strålande av hopp.

## Publicerad i
- Frälsningsarméns sångbok 1968 som nr 503 under rubriken "Strid Och Verksamhet - Kamp och seger".
- Frälsningsarméns sångbok 1990 som nr 655 under rubriken "Strid och kallelse till tjänst".
- Sångboken 1998 som nr 131.